# Johanna Rytting Kaneryd
Anna Johanna Rytting Kaneryd (Kolsva, 12 febbraio 1997) è una calciatrice svedese, centrocampista del Chelsea e della nazionale svedese.

## Carriera

### Club
Rytting Kaneryd inizia l'attività nel Forsby FF di Köping.
Dopo aver iniziato la stagione 2014 con il Tyresö FF, debuttando in Damallsvenskan e maturando 5 presenze su 8 incontri giocati in campionato, a giugno la società ha annunciato il ritiro dal campionato a causa di mancanza di calciatrici e di risorse economiche. Nel luglio di quello stesso anno decide quindi di accettare la proposta dell'Älta firmando un contratto di un anno e mezzo e ripartendo dall'Elitettan. In questo periodo trova comunque poco spazio, per lei 5 presenze e una rete nel 2014 ma solo 2 presenze nel campionato successivo.
Nel febbraio 2016 Rytting Kaneryd firma un contratto con il Djurgården A disposizione del tecnico Yvonne Ekroth fa il suo debutto con la nuova maglia a pochi gironi dal suo arrivo nell'incontro con l'Ilves in Coppa di Svezia. In seguito Ekroth le dà piena fiduci,a impiegandola da titolare in tutti i 22 incontri della Damallsvenskan 2016, dove condivide con le compagne un campionato da media classifica terminato al 6º posto. Grazie alle sue prestazioni durante la stagione, al Fotbollsgalan 2016 Rytting Kaneryd è stata nominata "Årets genombrott" (rivelazione dell'anno). Rimasta con il club di Stoccolma anche la stagione seguente, il nuovo tecnico della squadra Joel Riddez continua a concederle fiducia, impiegandola in 19 incontri di campionato, terminato anche per il 2017 al 6º posto in classifica.
In vista della stagione 2018 Rytting Kaneryd è stata ingaggiata dal Rosengård, firmando un contratto biennale. Lo stesso giorno in cui il trasferimento è stato completato, si è infortunata al legamento crociato in un allenamento con il Djurgården, facendole saltare l'intera stagione 2018. Il 1º novembre 2019, dopo aver conquistato il suo primo trofeo in carriera, quello di Campione di Svezia 2019, Rytting Kaneryd ha prolungato il suo contratto di tre anni. Ha inoltre l'occasione di debuttare in UEFA Women's Champions League nel corso della stagione 2020-2021, occasione che non si concretizzò al Tyresö FF in quanto pur a disposizione del tecnico non venne mai impiegata nei quattro incontri della stagione 2013-2014. In quell'occasione gioca entrambi gli incontri di andata e ritorno con le georgiane del Lanchkhuti siglando anche una rete in entrambe le partite.
Tuttavia, prima dello scadere dei termini del contratto, nel dicembre 2020 si svincola per trasferirsi al Kopparbergs/Göteborg, tuttavia il 28 gennaio 2021 venne annunciato il passaggio della società sotto il controllo del Bollklubben Häcken, diventandone così la sezione femminile e prendendone logo e colori sociali. Rytting Kaneryd affronta quindi la nuova stagione in tenuta giallonera.
Nell'agosto 2022 si trasferisce al Chelsea, firmando un contratto triennale  con opzione di rinnovo per un ulteriore anno.

### Nazionale
Rytting Kaneryd inizia ad essere convocata dalla Federcalcio svedese dal 2012, inizialmente per indossare la maglia della formazione under 15, per lei due presenze in amichevole prima di passare, quello stesso anno, a quella under 17. Inserita in rosa con la squadra che affronta la prima fase di qualificazione all'Europeo 2013 di categoria, in questa occasione sigla anche la sua prima rete con la maglia della nazionale, il 3 novembre, portando sul parziale di 2-1 il risultato con le pari età dell'Austria prima che queste riuscissero a pareggiare prima del termine dell'incontro.
A parte un'unica presenza con l'Under-18 nel 2014, dal 2016 Rytting Kaneryd è in rosa con la selezione under 19, con la quale dopo due incontri al Torneo di La Manga disputa la fase élite di qualificazione all'Europeo di Slovacchia 2016 senza riuscire ad accedere alla fase finale.
Nell'estate di quello stesso anno accede alla under 23, con la quale affronta la Nordic Cup di categoria, prima di una serie di alcuni tornei non ufficiali, rimanendo con la maggiore delle formazioni giovanili fino al 2020 maturando 20 presenze.
Nel frattempo, grazie al primo posto ottenuto all'Europeo U-19 di Israele 2015, la Svezia ottiene il diritto di partecipare con una squadra under 20 al Mondiale di Papua Nuova Guinea 2016. Inserita in rosa dalla coppia di tecnici federali Calle Barrling e Anneli Andersen, dopo averla testata in un paio di amichevoli viene impiegata nel torneo in tutti i tre incontri disputati dalla sua nazionale nel gruppo A della fase a gironi, nella sconfitta per 2-0 con la Corea del Nord, nella vittoria per 6-0 su Papua Nuova Guinea, dove è autrice del quinto gol delle svedesi, e nel pareggio con una rete per parte con il Brasile, nazionale che pur terminando il girone a pari punti la elimina già in questa fase a causa di una migliore differenza reti.
Nel 2021 arriva anche la sua prima convocazione in nazionale maggiore, chiamata dal commissario tecnico Peter Gerhardsson per l'amichevole del 19 febbraio vinta 6-1 con l'Austria, dove fa il suo esordio anche la sua futura compagna di squadra Josefine Rybrink, rilevando Fridolina Rolfö al 61'. Gerhardsson la inserisce in rosa anche per l'edizione 2022 dell'Algarve Cup.

## Palmarès

### Club
- Campionato svedese: 1

Rosengård: 2019
- Campionato inglese: 1

Chelsea: 2022-2023
- Coppa di Svezia: 1

Häcken: 2020-2021
- Women's FA Cup: 1

Chelsea: 2022-2023